# Eike Hensch

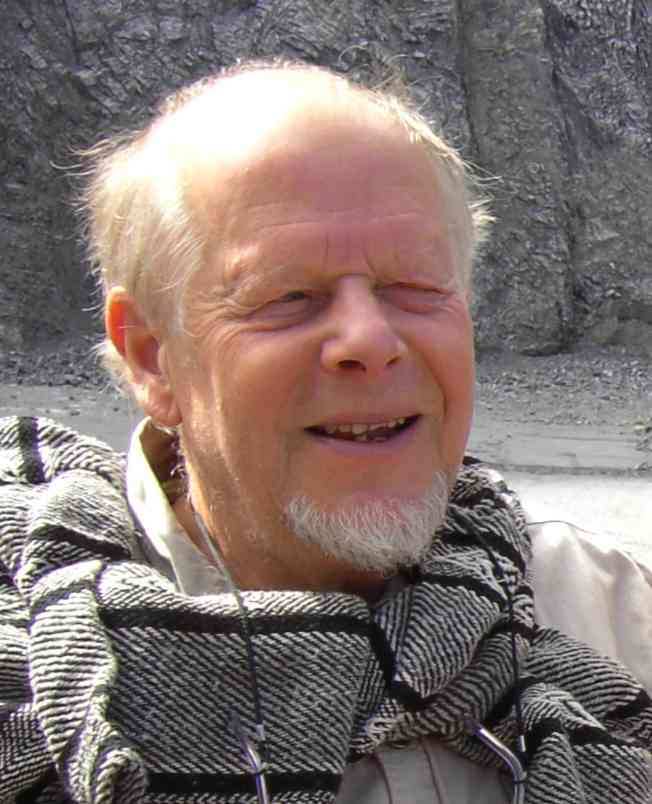
Eike Hensch, 2014

Eike Georg Hensch (* 15. Januar 1935 in Frankfurt (Oder); † 25. November 2024 in Nienburg/Weser) war ein deutscher Architekt und Hochschullehrer.

## Leben

### Familie, Jugend, Studium
Eike Hensch wuchs in Zielenzig, Kreis Oststernberg, als drittes Kind von vier Geschwistern auf. Sowohl sein Vater Joachim Hensch, der dort Rechtsanwalt und Notar war, als auch seine Mutter Magda Hensch, geb. Lüben, stammen aus Frankfurt (Oder). Im Jahre 1945 verließ die Familie ihre Heimat und lebte in der Lüneburger Heide und in Soltau. Nach Maurerlehre und Volontariat in einer Tischlerwerkstatt folgten zunächst eine Architekturausbildung an der Bau- und Ingenieurschule Bremen. Es schloss sich ein Architekturstudium an der Technischen Universität Hannover an. Prägende Lehrer waren dort Wilhelm Landzettel, Wilhelm Hofmann und Kurt Sohns. Ergänzenden Privatunterricht im Aquarellieren nahm er bei Imme Weber, Bendestorf. Mit Hugo Kükelhaus arbeitete er zu dessen Erfahrungsfeld zur Entfaltung der Sinne.
Zudem unternahm er an der Technischen Universität Studien der Raumakustik und Hörsamkeit, machte Musikstudien an der Hochschule für Musik und Theater Hannover und nahm an einem Ferienkurs für Neue Musik in Darmstadt bei Hermann Heiß und Karlheinz Stockhausen teil. Er war Mitglied im Philharmonischen Chor Bremen und Fagottist im Jugendsinfonieorchester Hannover und anderen Orchestern.

### Berufstätigkeit
Nach Assistentenzeit am Lehrstuhl für das ländliche Bau- und Siedlungswesen der Technischen Universität Hannover arbeitete Hensch als Architekt in Hannover und Stuttgart, u. a. bei der Deutschen Bauentwicklung GmbH, und hatte einen Lehrauftrag für Wohnungslehre am Fachbereich Ökotrophologie der Universität Hohenheim. 1972 wurde Hensch als Lehrkraft, später Professor, für Architektur an die Fachhochschule Hannover berufen und lehrte dort Ökologisches Bauen, Siedlungssoziologie und Radiästhesie / elektromagnetische Verträglichkeit. Zeitweilig war er Dekan des Fachbereichs Architektur in Nienburg/Weser. 1988 gründete er ein eigenes Institut zur Erforschung natürlicher elektromagnetischer Wellen auf das Regulationssystem biologischer Systeme, betrieb seit 1992 einen eigenen Verlag und machte Seminarveranstaltungen auf dem Gebiet der Geomantie an verschiedenen Hochschulen Deutschlands, u. a. an der Zentralen Einrichtung für Weiterbildung der Universität Hannover. Nach seiner Pensionierung 1998 konzentrierte er seine Seminare auf das Gebiet der Radiästhesie / EMV und war 2005 Jurymitglied eines internationalen Städtebau-Geomantie-Wettbewerbs in München.

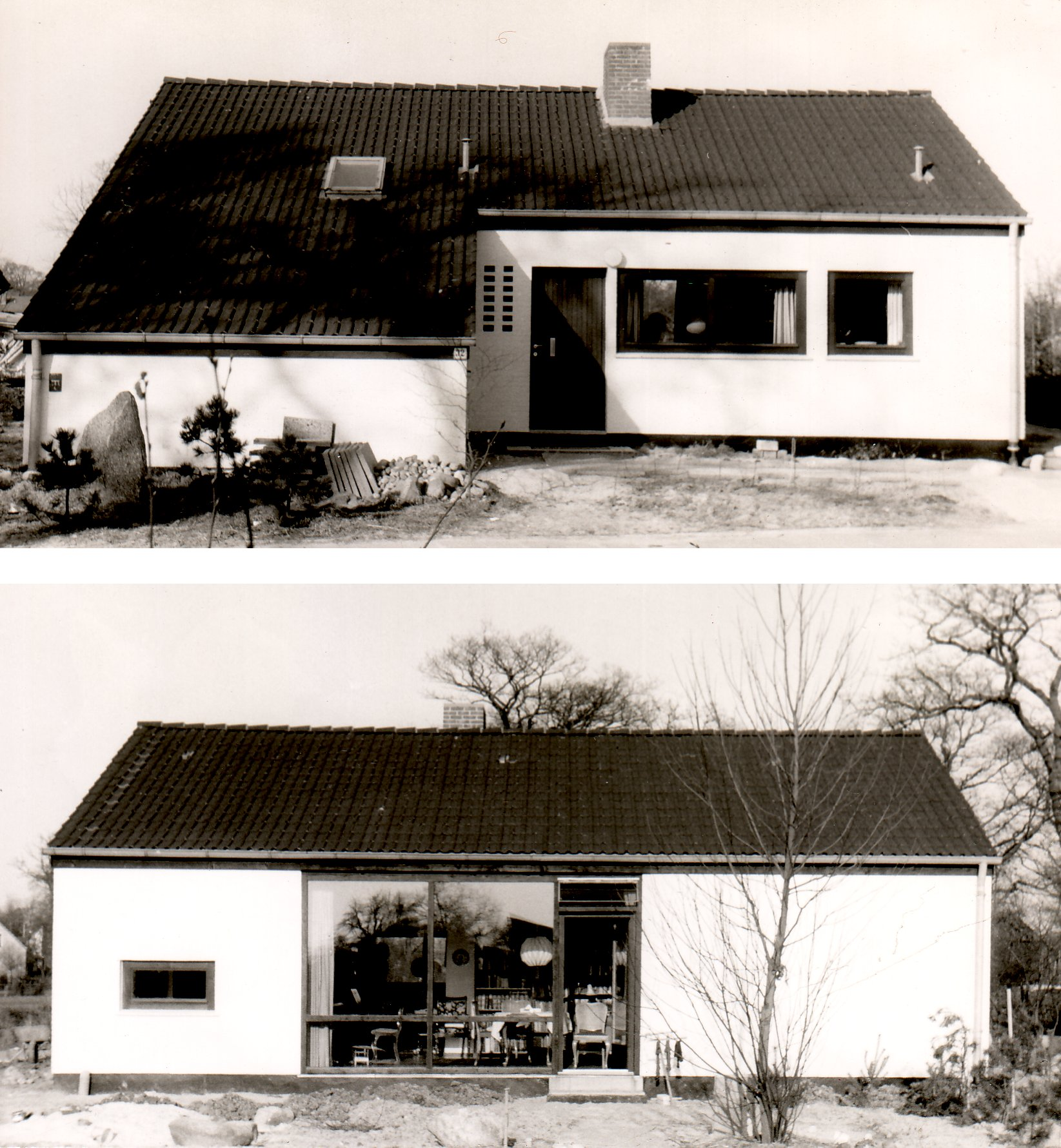
Wohnhaus in Platjenwerbe (1968)

### Forschungstätigkeit
Hensch begann seine Forschungen im Bereich der Radiästhesie bei dem Physiker Reinhard Schneider. Es folgten Forschungsaufträge im Auftrag des niedersächsischen Sozialministeriums: Geomantie zur Gartenbauausstellung in Duderstadt und Geomantie im Städtebau (unveröffentlicht) und Gutachten zum Einfluss natürlicher und chemischer Baugrundeigenschaften auf bewohnte Gebäude.

### Musikalische Tätigkeit
Ein Schwerpunkt seiner künstlerischen Tätigkeit lag im Musizieren auf historischen Instrumenten. Dabei arbeitete er mit Peter Thalheimer und dem Ensemble Musica Rara, Stuttgart, sowie Lothar Stöbel und dessen Collegium Musicum St. Martini, Bremen, zusammen. Mit seiner Ehefrau Ruth Hensch war er Mitbegründer des Nienburger Kammerorchesters und des Ensembles für Alte Musik Nienburg.

## Bauten
- Ladengestaltung Musikalienhandlung Bartels, Bremen, 1966
- Wohnhaus  in Soltau, 1967
- Wohnhaus in Platjenwerbe bei Bremen, 1968
- Wohnhaus in Heisede bei Hannover (mit Wilhelm Landzettel), 1968
- Rathaus Gieboldehausen, 1972
- Wohnungsbau in Mössingen und Mutlangen, 1972
- Wohnhaus Pelzerhaken mit Tychsen/Picull, 1975
- Umnutzung niederdeutsches Hallenhaus, Bücken, 1977
- Wohnhaus in Nienburg (Weser) (mit Uwe Pera), 1982

## Wettbewerbsentwürfe und Planungsgutachten
- Gemeindezentrum Emlichheim (mit Wilhelm Landzettel), 1967
- Wettbewerbsentwurf für die Realschule Soltau (5. Preis), 1968
- Friedhofskapelle in Soltau (mit Wilhelm Hübotter und  Hans-Joachim Adam), 1969
- Terrassenhäuser in Prien am Chiemsee, 1971

## Ausstellungen von Zeichnungen und Aquarellen
- 1990 Historisches Museum in Verden (Aller)
- 1990 Museum in Nienburg
- 2014 Studio Wasserscheune, Erbsen
- 2017 GalerieN in Nienburg
- 2019 Ausstellung im Müllerhaus der Schmomühle, Kirchlinteln

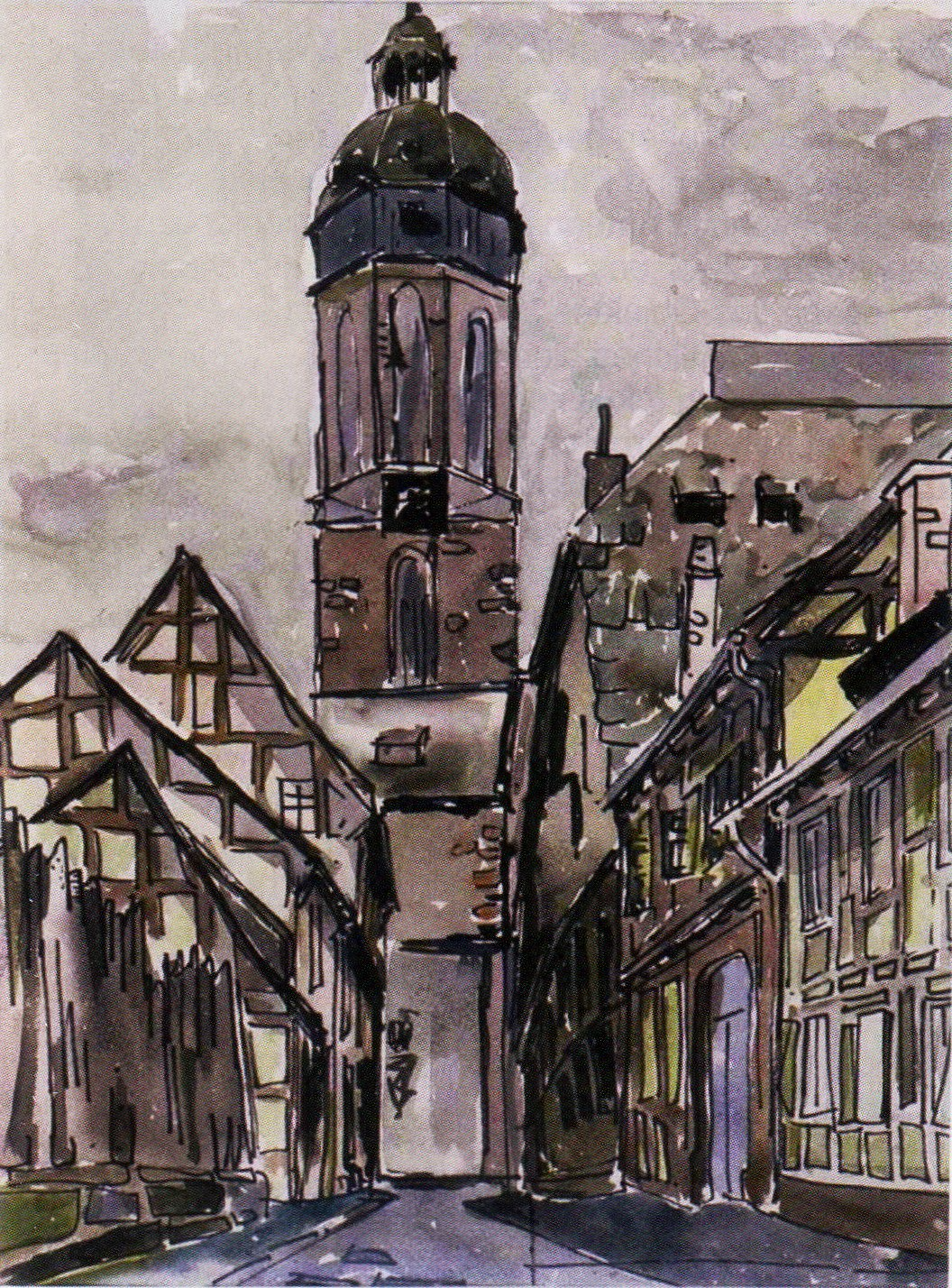
Einbeck (1964)
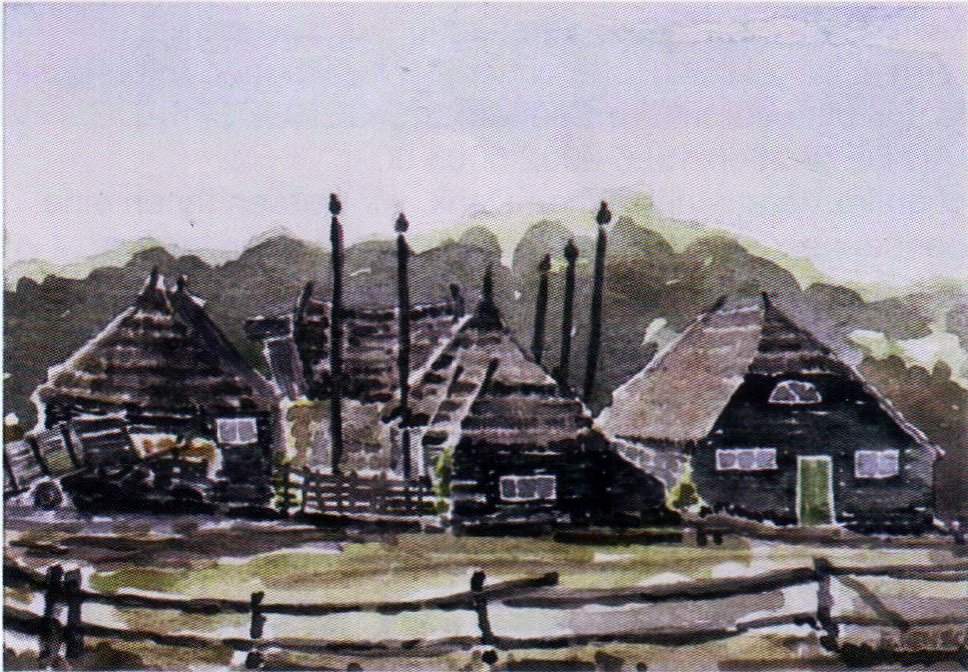
Gehöft in Holland (1980)
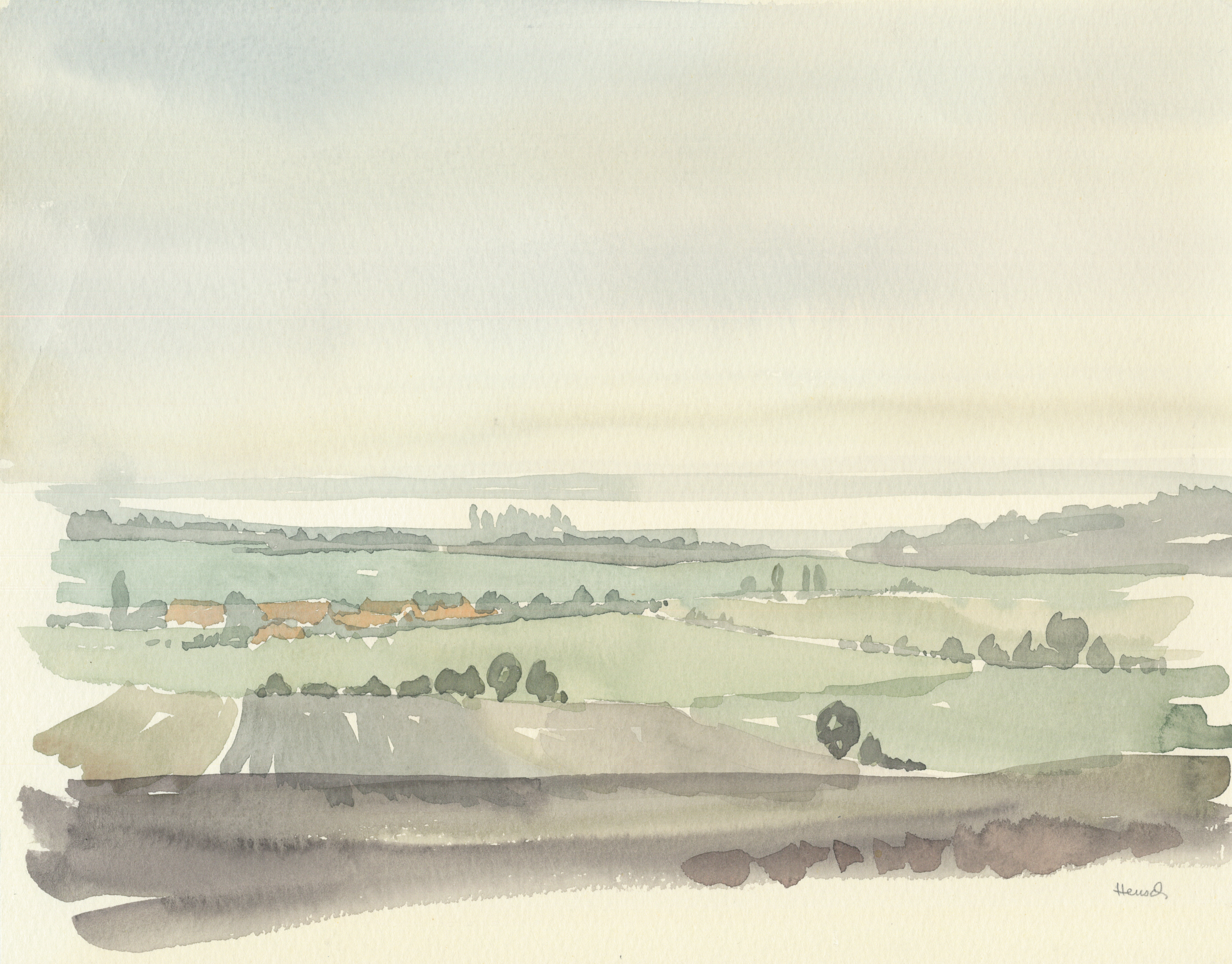
Steinhuder Meer von Bergkirchen aus (1982)
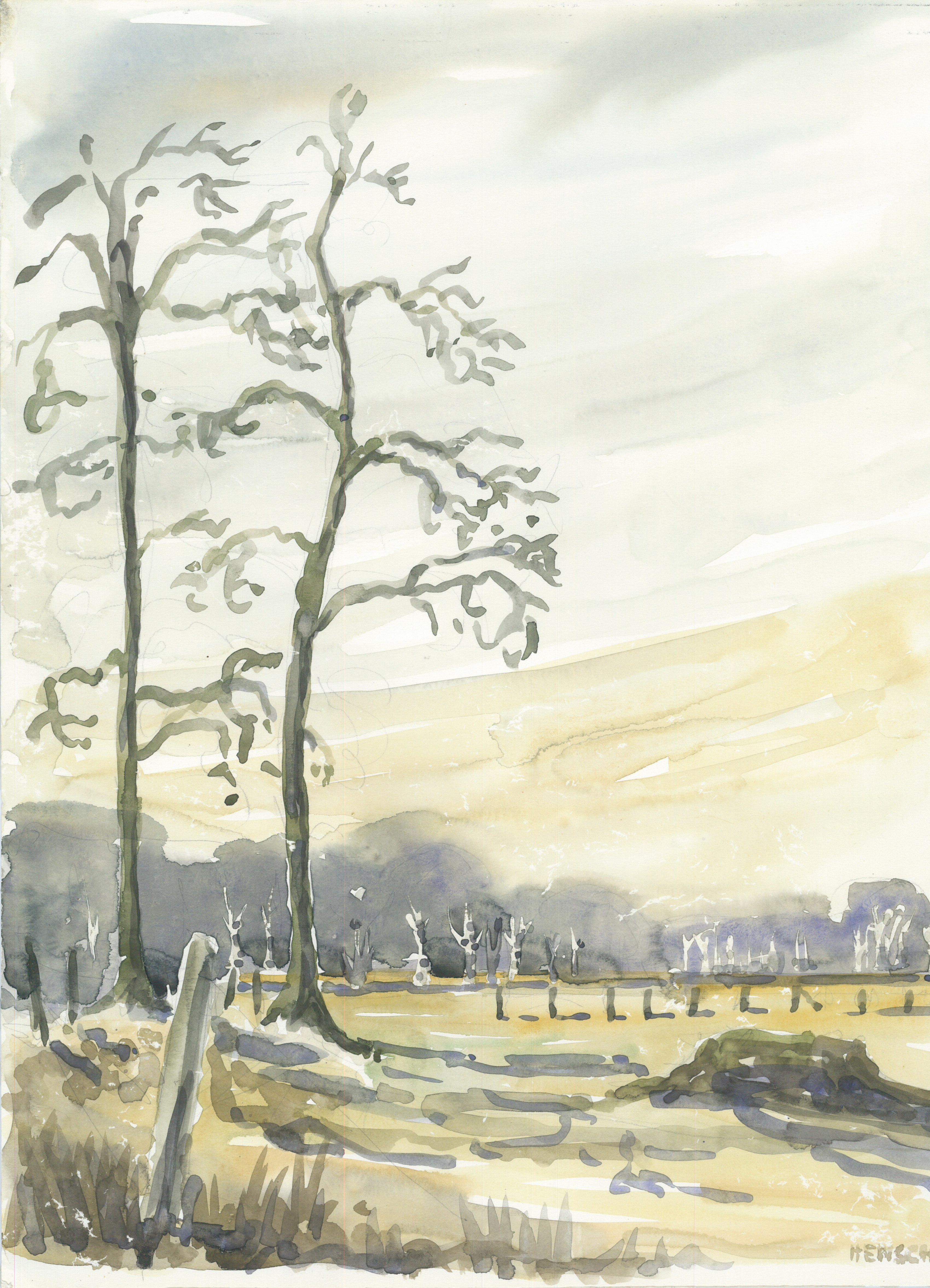
Herbstlandschaft bei Verden (1985)
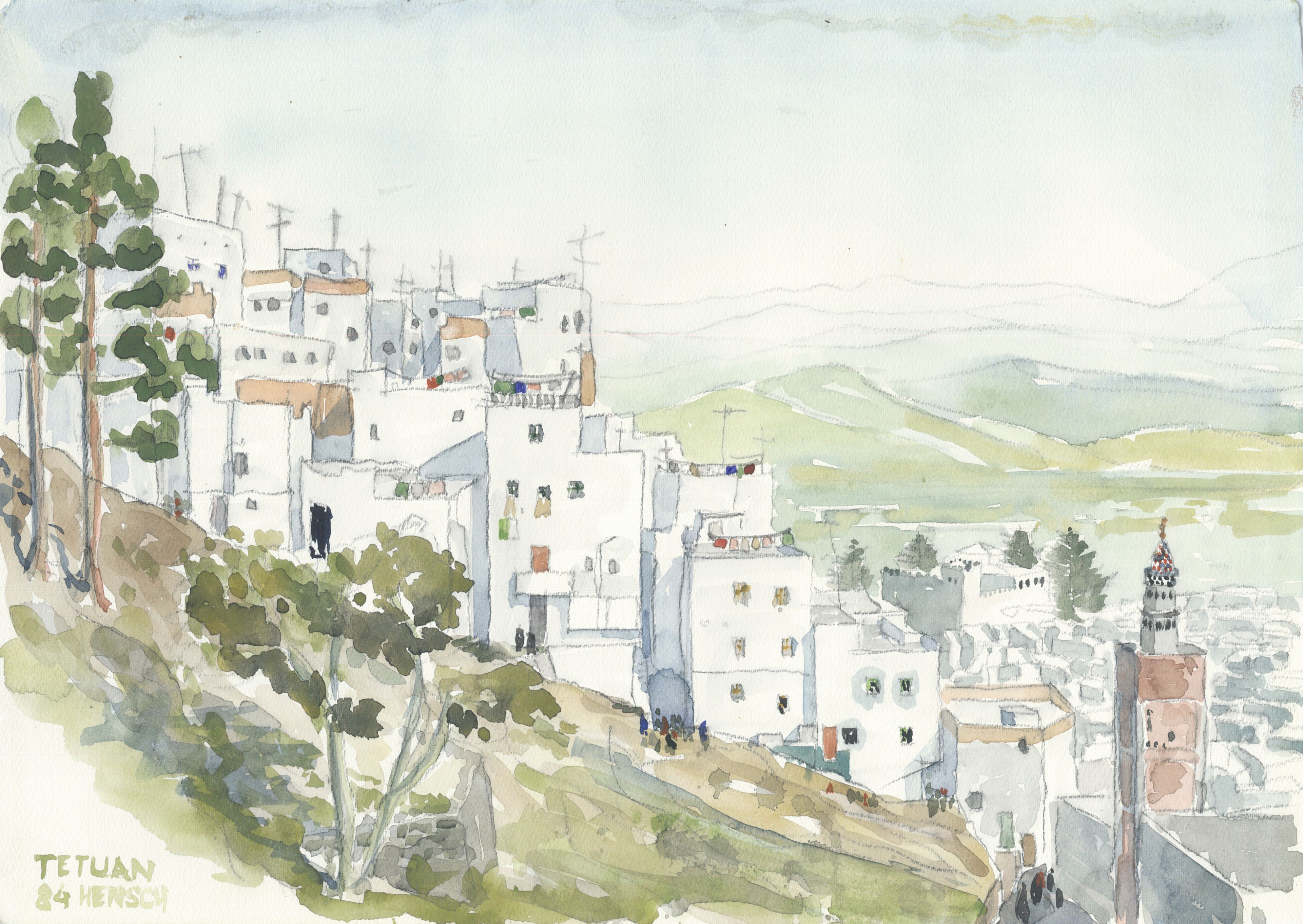
Tetuán (1984)
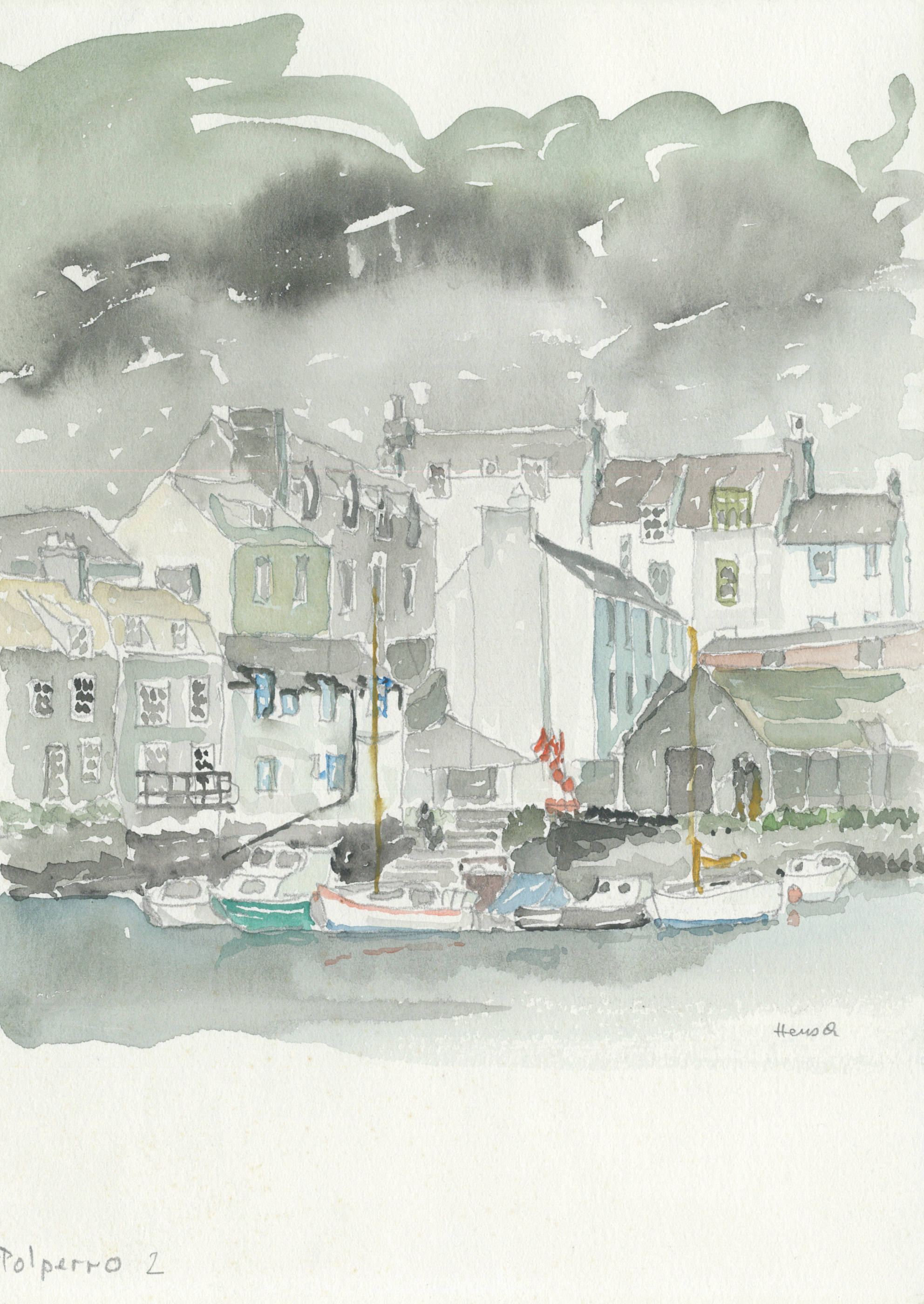
Polperro (1986)
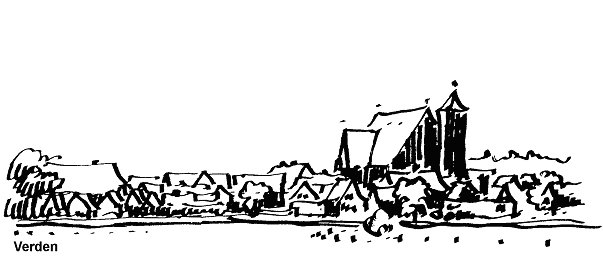
Verden an der Aller
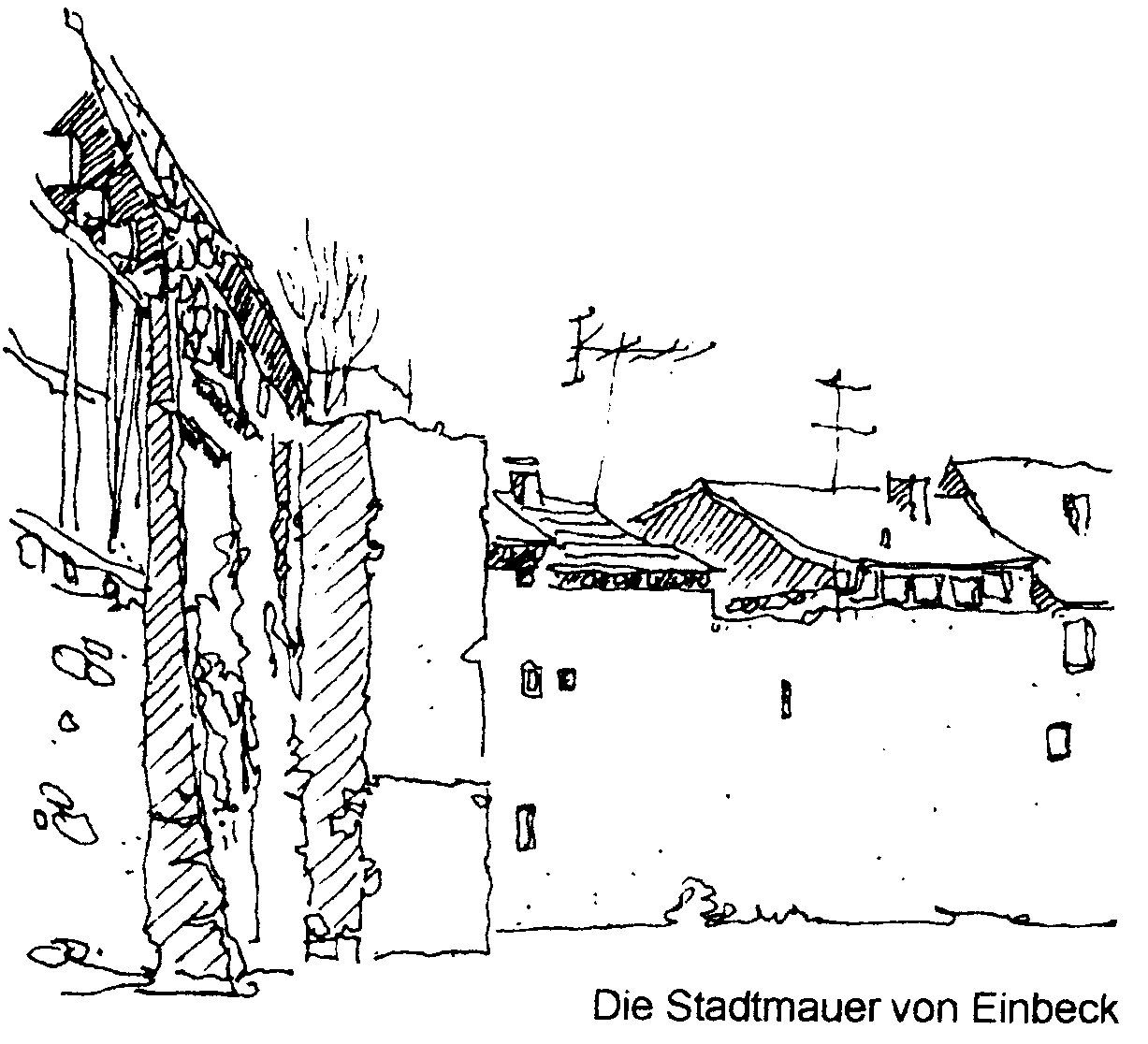
Stadtmauer Einbeck
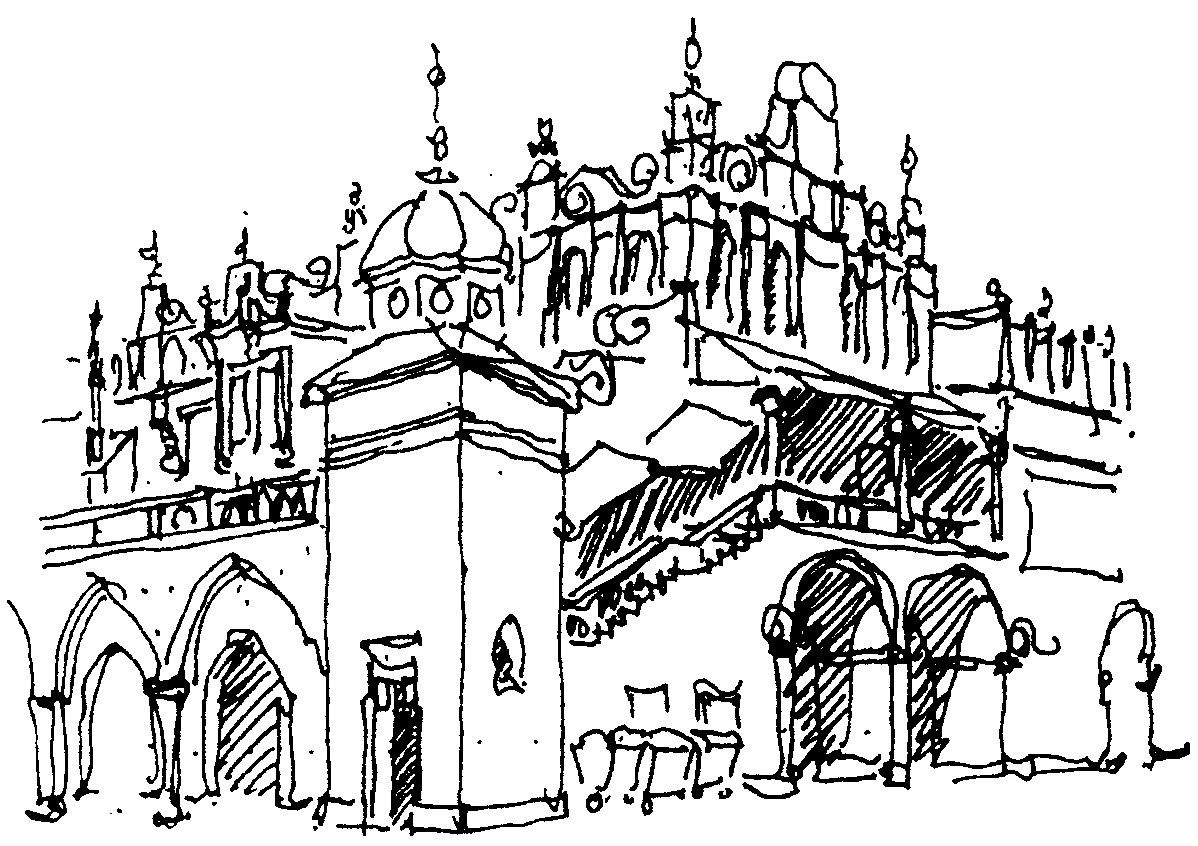
Tuchhalle Krakau
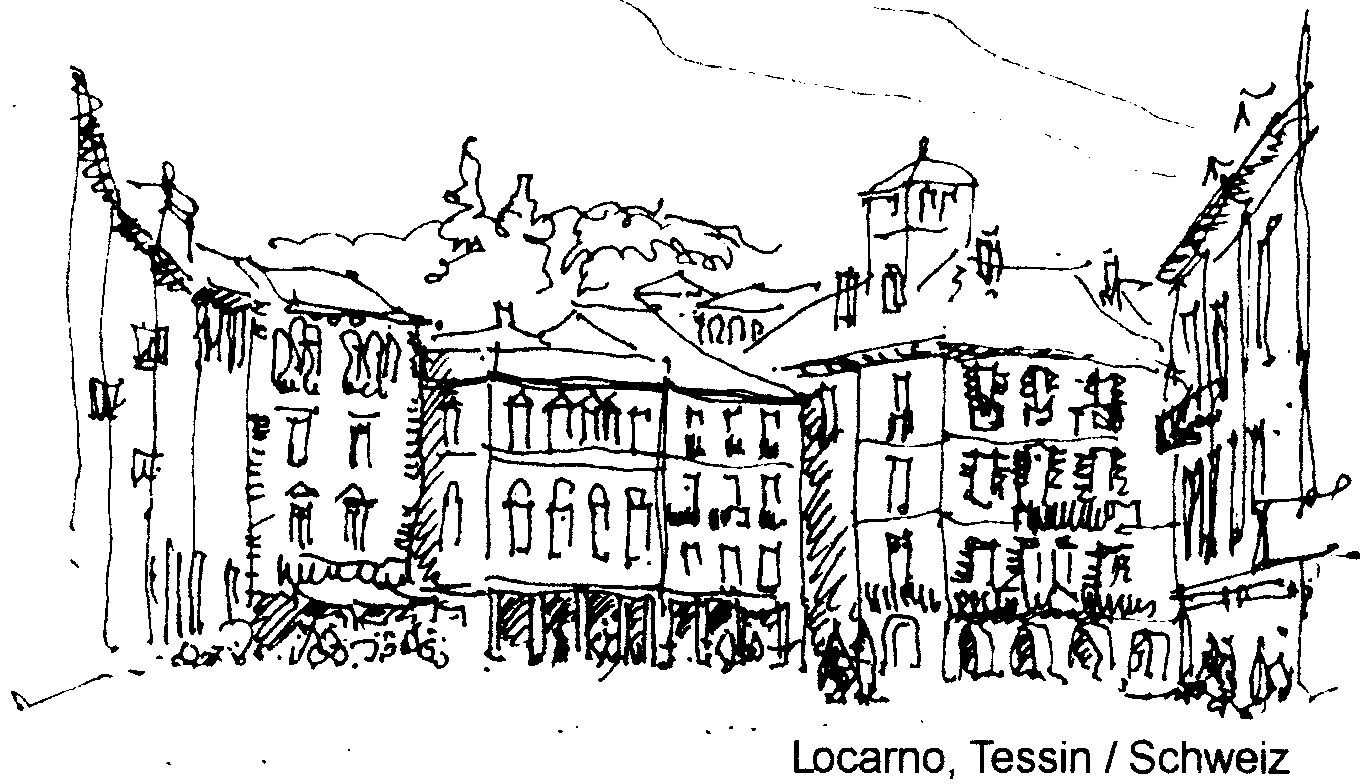
Locarno
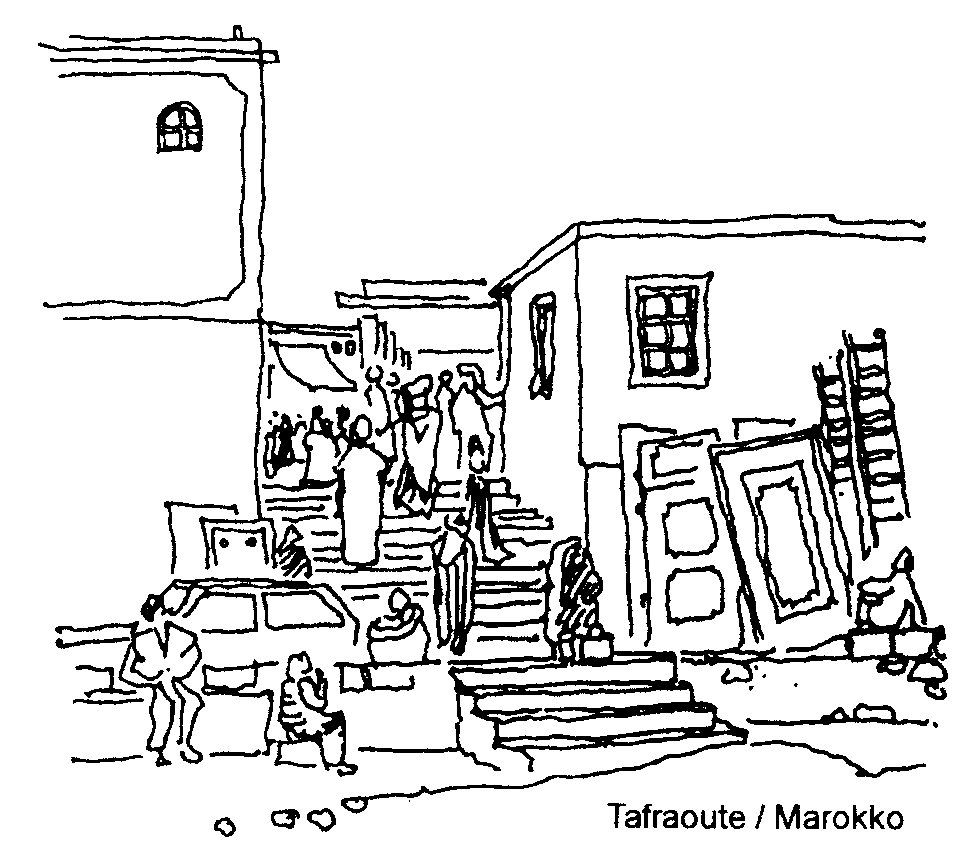
Tafraoute
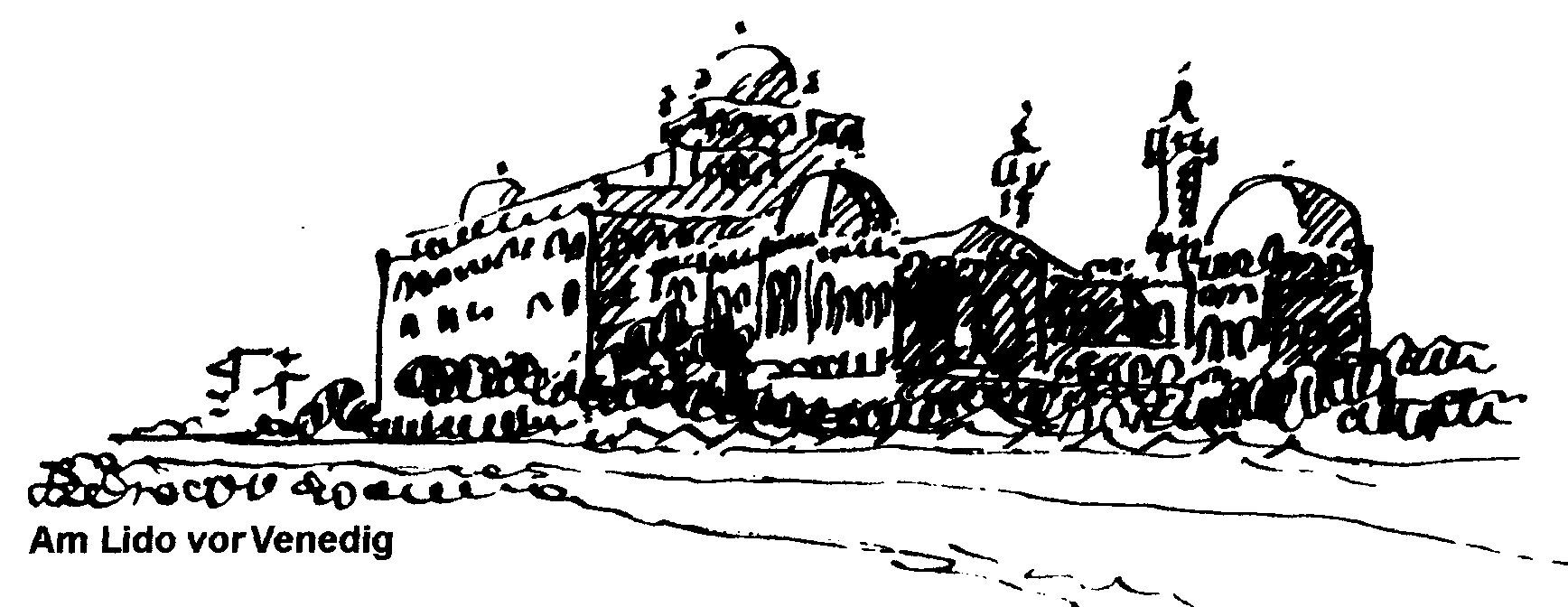
Lido di Venezia

## Schriften
- Siedlungen in Kopenhagen, (mit Wilhelm Landzettel) Hannover 1968.
- Aluminium im landwirtschaftlichen Bauen. Forschungsbericht über die ästhetische Wirkung des Aluminiums in der Landschaft, (mit Wilhelm Landzettel) Frankfurt am Main 1970.
- Wohnwertkriterien für Wohnbauten im ländlichen Bereich, (herausgegeben vom Kuratorium für Technik und Bauwesen in der Landwirtschaft e.V.) Darmstadt 1975.
- Checkliste Wohnen, (mit Held; herausgegeben von der Arbeitsgemeinschaft zur Verbesserung der Agrarstruktur in Hessen) Wiesbaden 1976.
- Studentische Ideenentwürfe zum ländlichen Wohnen 2000, (herausgegeben vom Arbeitskreis zur Landentwicklung in Hessen) Wiesbaden 1987.
- Radiaesthesie im ländlichen Bauen und Siedeln, Arbeitskreise zur Landentwicklung in Hessen, Wiesbaden 1987.
- Radiaesthesie und Radionik, kleines Lexikon der Begriffe, (mit Poeschke, Rittershausen; herausgegeben von Schneider) Wertheim 1987.
- Marienheimer Protokolle. Diverse Ausgaben zur modernen Radiaesthesie, (als Herausgeber) Bad Rehburg 1989–1991.
- Das Wohnhaus in der Landwirtschaft, (mit Henckel, Thorwarth und Wittkopp) Bonn 1990.
- Elektromagnetische Verträglichkeit bei biologischen Systemen und Konsequenzen für das Bauen, Fachhochschule Hannover, Hannover 1992.
- Planen und Bauen unter radiaesthetischen Gesichtspunkten, Fachhochschule Hannover, Hannover 1992.
- Elektrosmog. Gedanken zum Sick-Building-Syndrom und über den Umgang mit informationstragenden Mikroenergien (IME), Arbeitskreis zur Landentwicklung in Hessen, Wiesbaden 1996.
- Diverse Kursunterlagen „HAGIA CHORA“, Schule für Geomantie, Mühldorf 1995–1998.
- Biologisch Bauen. Radiaesthesie und Feng-Shui, Feng-Shui-Akademie, Wien 1998.
- Geomantische Reisen. Eine Wahrnehmungsschule, Nienburg 2001.
- Grundlagen und Arbeitstechniken der Radiaesthesie. (mit  Kalteiß) Nienburg 2003.
- Geomantisch Planen, Bauen und Wohnen, Klein Jasedow 2007.
- Geomantisch Planen, Bauen und Wohnen, Neuauflage, Norderstedt 2017 – Band 1: ISBN 978-3-74124-103-1 – Band 2: ISBN 978-3-74125-017-0
- Zeichnen mit einer Einführung und Hinweisen zum freihändigen Skizzieren, Norderstedt 2017. ISBN 978-3-74310-928-5
- Lebenserinnerungen, Norderstedt 2020, ISBN 978-3-75197-223-9

## Mitgliedschaften
- Verein zur Förderung ganzheitlicher Heilmethoden e.V., Bad Rehburg
- Ausschuss Wohnen und Wohnumwelt der Agrarsozialen Gesellschaft e.V.
- Forschungskreis für Geobiologie Dr. Hartmann e.V. (Ehrenmitglied)
- Radiaesthesieverein Deutschland e.V. (Ehrenmitglied)